# Arnaud Gaillard
Arnaud Gaillard, né le 9 octobre 1969 à Cholet, est un sociologue et réalisateur français, engagé contre la peine de mort. Ses travaux de recherche portent principalement sur la prison et la peine de mort, la sexualité, les enjeux de développement et les mécanismes de représentation de la société contemporaine.

## Biographie
Arnaud Gaillard est diplômé en droit (études juridiques étrangères), puis en sciences politiques (droits fondamentaux). Il est titulaire d'un doctorat de sociologie  soutenu à l'Université Sorbonne Paris Descartes. Il est chercheur associé au Philépol, Centre de philosophie, sociologie, sémiologie & politique rattaché à l’Université Paris-Cité.
Sa thèse de doctorat réalisée sous la direction de Jan Spurk est intitulée : Sexualité et prison : enjeux de punition, enjeux de réinsertion et défendue en 2008. Elle fait l'objet d'un livre : Sexualité et prison - Désert affectif et désirs sous contrainte publié en 2009 aux éditions Max Milo, qui analyse les ressorts et contraintes de la sexualité des personnes détenues en longue peine dans les prisons françaises.
Depuis 2019, il travaille auprès de Focus 2030 sur la partie française du Development Engagement Lab (DEL), un projet de recherche en sociologie politique piloté par UCL et Birmingham University visant à analyser les niveaux de soutien ou de rejet des Français à l’égard des enjeux de solidarité internationale et par extension aux objectifs de développement durable.
Depuis 2012, il enseigne en master de sociologie et de sémiologie à l’Université Paris-Cité.

### L’abolition de la peine de mort
En 2009, Arnaud Gaillard coordonne le 4e Congrès mondial contre la peine de mort organisé aux Nations unies à Genève par l’association Ensemble contre la peine de mort.
En 2007, il mène une étude sur la peine de mort dans la région des Grands Lacs en Afrique de l’Est, au Burundi.
En 2010, il mène une étude pour l'association Ensemble Contre la Peine de Mort (ECPM) sur la place de la peine de mort dans la justice pénale aux États-Unis, en particulier en Californie, en Utah, en Oklahoma, au Texas, au Tennessee, au Mississipi et en Pennsylvanie. Ce travail donnera lieu à la publication d’un ouvrage, 999, dans les couloirs de la mort. Arnaud Gaillard considère la peine de mort aux États-Unis comme une « torture polymorphe ». Son étude conclut que non seulement les afro-américains sont plus fréquemment condamnés à mort mais surtout que les auteurs des meurtres affectant les blancs sont plus souvent sanctionnés par la peine capitale.
C’est pendant cette période aux États-Unis qu’il coréalise avec Florent Vassault, le film documentaire Honk, sorti en salles en novembre 2011. Le film traite la peine de mort comme un objet pénal que les réalisateurs observent à partir de trois personnages aux enjeux opposés : une famille satisfaite d’assister à l’exécution de celui qui avait tiré sur leur père, un ancien condamné à mort innocenté après 22 ans passés dans le couloir de la mort et la mère d’un condamné à mort qui refuse d’assister à l’exécution de son fils unique par injection létale. Le documentaire réalise 785 vues au cinéma.

### Engagements en faveur des droits humains
Arnaud Gaillard est cofondateur du Réseau d’alerte et d’information sur les droits de l’homme (RAIDH).
Il est engagé en faveur de l’abolition universelle de la peine de mort. De 2010 à 2019, il est élu au comité de pilotage de la World coalition against the death penalty. Aux côtés de Bianca Jagger il participe en 2007 à la campagne de libération des infirmières bulgares condamnées à mort en Libye. A l’occasion de la marche des fiertés en 2011, il dénonce l’usage de la peine de mort servant à punir les relations homosexuelles dans un certain nombre de pays.
De 2012 à 2023, il est membre du conseil d’administration de l’OIP.
Depuis 2019 il est membre de la Commission nationale consultative des droits de l’homme (CNCDH
En 2013, il réalise le documentaire Ikaria pour lequel il obtient la bourse Brouillon d’un rêve de la SCAM. Le film traite de la résistance en faveur du droit fondamental à la santé en Grèce dans le contexte de la crise économique de 2008. Il raconte l’engagement de quatre médecins tentant de mobiliser la population de l’île d’Ikaria pour sauver l’hôpital local menacé de fermeture à la suite des politiques d’austérité imposées à la Grèce lors de la crise de la dette publique. En rappelant l’idée des utopies symbolisées par le mythe d’Icare, le film dresse le portrait d’une société bâtie sur la solidarité collective. Ikaria sera coproduit et diffusé par France 3 en 2015. Il sera aussi présenté dans plusieurs festivals, en France et en Grèce.

### Activités éditoriales
Depuis 2021, Arnaud Gaillard collabore à la revue internationale Damn sur l’art et les cultures contemporaines. Entre 2014 et 2017, il collabore régulièrement à la revue thématique illustrée Citrus publiée par les éditions l’Agrume.

## Publications

### Ouvrages personnels
- Sexualité et prison - Désert affectif et désirs sous contrainte, Max Milo, Paris, 2009  (ISBN 9782353410781).
- 999, Au cœur des couloirs de la mort, Max Milo, Paris, 2011  (ISBN 9782315002979).

### Ouvrages collectifs
- « Trois discours filmiques, trois écritures de la crise » in Représentations sociales et discours médiatiques – La « crise » comme narration contemporaine, dir. Christiana Constantopoulou, éditions L’Harmattan, coll. Logiques sociales, Paris, 2020.  (ISBN 2343210187).

- Quand l’Histoire se mêle au récit mythologique pour nourrir un mouvement social dans la Grèce contemporaine » in Récits de la crise - mythes et réalité de la société contemporaine, dir. Christiana Constantopoulou, éditions L'Harmattan, coll. Logiques sociales, Paris, 2017.  (ISBN 2343106614).

- « Les couloirs de la mort au Burundi » in La peine de mort dans la région des Grands Lacs, éditions ECPM, Paris, 2008.  (ISBN 978-2-95255-333-9).

### Publications dans des revues scientifiques
- « Un activisme informel : la sexualité en prison pour hommes » - Revue Dissidences, Dossier sur la politisation des sexualités, Paris, janvier 2016[24].
- « Regard sur le genre et les violences en milieu carcéral » - La revue des droits de l'homme, n°8 (Corps, genre et droit), 2015[25]

## Filmographie

### Au cinéma
- 2011 : Honk[26], coréalisé avec Florent Vassault

### À la télévision
- 2015 : Ikaria[27]

### Comme intervenant
2009 : Le corps incarcéré - web documentaire réalisé par Soren Seelow pour LeMonde.fr